# Tibet (Stato)
Lo Stato del Tibet (in tibetano བོད་, BodW) fu uno Stato indipendente dal 1912 al 1951, governato da una teocrazia buddista. La sua indipendenza non venne mai riconosciuta dai Qing, che amministrarono direttamente il Tibet dal 1724 al 1865 e nuovamente dal 1910 al 1916. L'indipendenza tibetana si concluse nel 1950, quando lo stato fu occupato dalle truppe di Mao Zedong per diventare una regione autonoma della Cina.

## Storia

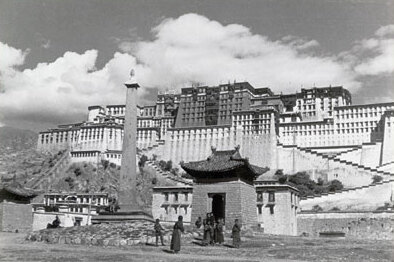
Il palazzo del Potala

Nel 1239 Godan Khan, nipote del più noto Gengis occupò il Tibet, diviso e debole, distruggendo molti monasteri e uccidendo un grande numero di monaci. Il suo consigliere era il tibetano Sakya Pandt, capo della setta buddista dei Berretti rossi, che in seguito conquisterà il potere temporale. La sovranità ufficiale apparteneva all'Impero mongolo, ma la suddetta consorteria governò il territorio per più di un secolo dalla città di Sakya. L'equilibrio vacillò allorché l'associazione dei Berretti gialli attuò un'incisiva riforma liturgica e riunì i gruppi oppositori dei Berretti rossi. Il movimento, guidato dal monaco Tson Khapa (1357-1419), ottenne l'appoggio dei mongoli e, nel 1578, uno dei suoi membri, Sönam Gyatso (1578-1588), fu nominato Dalai Lama, termine mongolo con il significato di Vasto come un Oceano. Da quell'anno il potere spirituale e temporale fu attribuito ai cosiddetti buddisti riformati che lo esercitarono fino al 1950.
I primi due Dalai Lama, Gedun Drub (1391-1474) e Gedun Gyatso (1475-1542) ebbero una limitata potestà: il quinto, invece, fu storicamente uno dei più significativi. Ngawang Lobsang Gyatso (1617-1682), detto il Grande V, riuscì a compiere, per quei tempi, importanti riforme e a rinnovare la struttura amministrativa del Paese. Mantenne diplomaticamente, per il bene del Tibet, cordiali rapporti con i mongoli e con i cinesi, tanto da essere ricevuto - primo capo di Stato tibetano - dall'imperatore Fúlín a Pechino. La manifestazione più visibile del suo potere fu la costruzione a Lhasa (sulle rovine di un castello del VII secolo) dell'imponente palazzo del Potala, residenza ufficiale e anche luogo di sepoltura dei Dalai Lama che lo alternavano successivamente con il palazzo d'estate di Norbulingka.
Nei secoli XVII e XVIII il regno attraversò un periodo di grande incertezza e degenerazione, favorevole agli interventi degli stranieri, con sovrani deboli di carattere o non interessati alla politica. Quando morì nel 1804 l'VIII Dalai Lama Jamphel Gyatso, i Reggenti e gli abati dei grandi monasteri trovarono un accordo per mantenere a lungo il potere, facendo in modo che gli incarnati non raggiungessero mai la maggiore età, perché decedevano assai giovani. Si dovette attendere il XIII Dalai Lama affinché, almeno sotto tale aspetto, la situazione si ristabilisse.

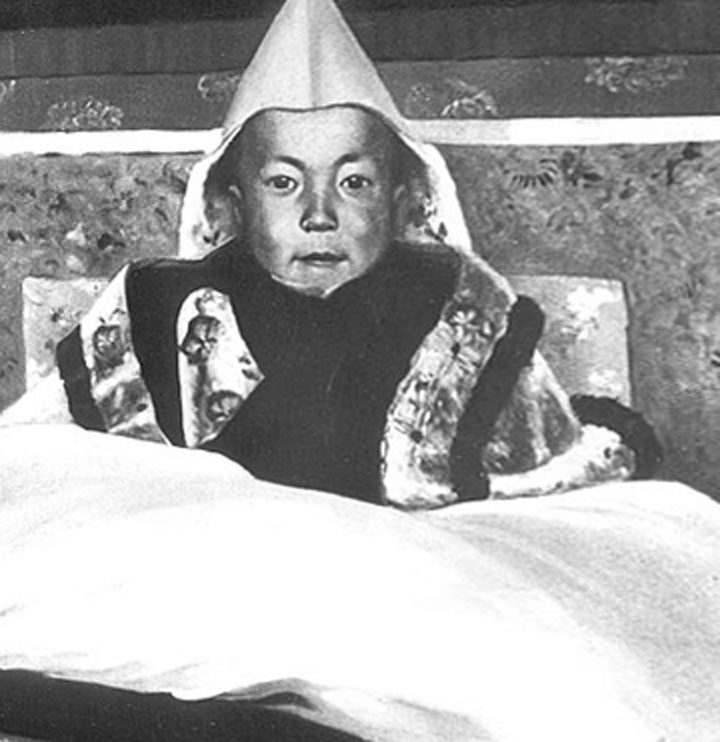
L'ultimo Dalai Lama a 5 anni

I successori del V Dalai Lama furono costretti, inoltre, nel XIX secolo, a tener debitamente conto dei cambiamenti politici che si verificarono in Asia a causa della potente presenza dell'Impero britannico. Il conflitto con il Nepal favorì, nel 1878, l'intervento mediatore del governatore inglese del Bengala H. Hastings - primo diplomatico occidentale a incontrare le autorità tibetane - che ottenne agevolazioni commerciali dal Panchen Lama (la seconda carica più influente dello Stato), reggente durante la minore età di Thubten Gyatso. I britannici, timorosi di un'espansione dell'ascendente russo sul Paese himalayano, occuparono Lhasa nel 1904: il XIII Dalai Lama, figura di notevole spessore della storia locale, dovette riparare in Mongolia per rientrare cinque anni dopo.
I cinesi s'impadronirono di nuovo del Tibet, ma dovettero desistere a causa della caduta della dinastia Qing, nonostante di fatto avessero per la prima volta assunto la sovranità dello Stato confinante. Il Dalai Lama, fuggito questa volta in India, ritornò ribadendo l'indipendenza tibetana dalla Cina. Quando nel 1933 morì il XIII Dalai Lama, il ministro delle finanze Tsipon Lungshar tentò un colpo di Stato e i cinesi inviarono alcuni osservatori. Dopo una lunga ricerca, nel 1935, fu rintracciata l'incarnazione del XIV Dalai Lama, Tenzin Gyatso, del quale fu reggente Taktra Rimpochè. Il Tibet mantenne una posizione neutrale durante la seconda guerra mondiale, pur permettendo ai velivoli anglo-americani di sorvolare il suo spazio aereo.
Nel 1950 l'esercito cinese invase la parte orientale del Tibet, proprio quando il Dalai Lama entrava nella pienezza delle proprie funzioni. I suoi poteri e quelli del Panchen Lama furono praticamente annullati, nonostante continuassero a risiedere nei loro palazzi a Lhasa, circondati dalle rispettive corti. Il 17 marzo 1959 il Dalai Lama, con i suoi funzionari e migliaia di nativi, abbandonò il Tibet e, sostenuto dal primo ministro indiano Jawaharlal Nehru, fissò la sua dimora a Dharamsala, costituendo un governo in esilio. Il Tibet fu annesso alla Repubblica Popolare Cinese.

## Istituzioni

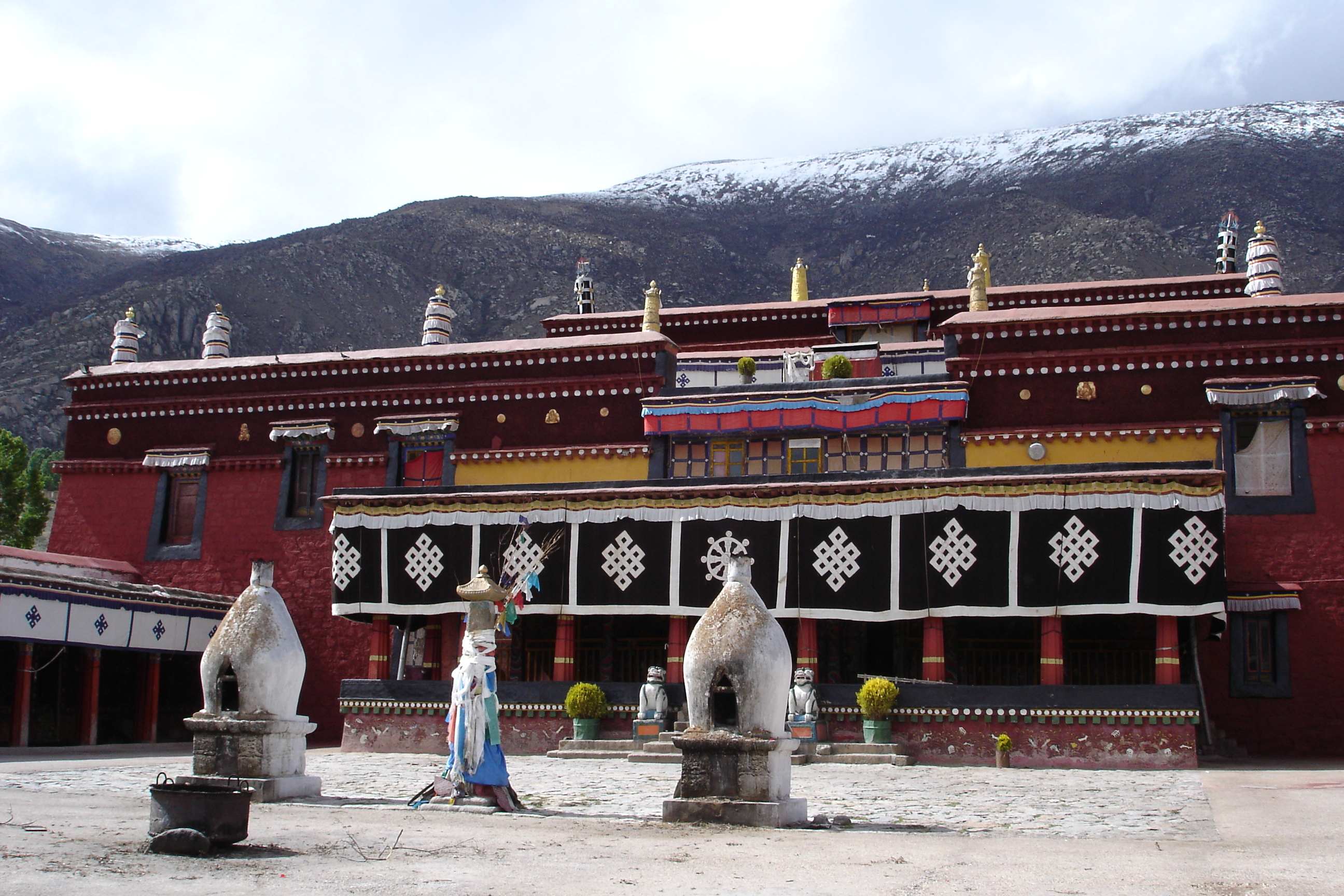
L'Oracolo Nechung

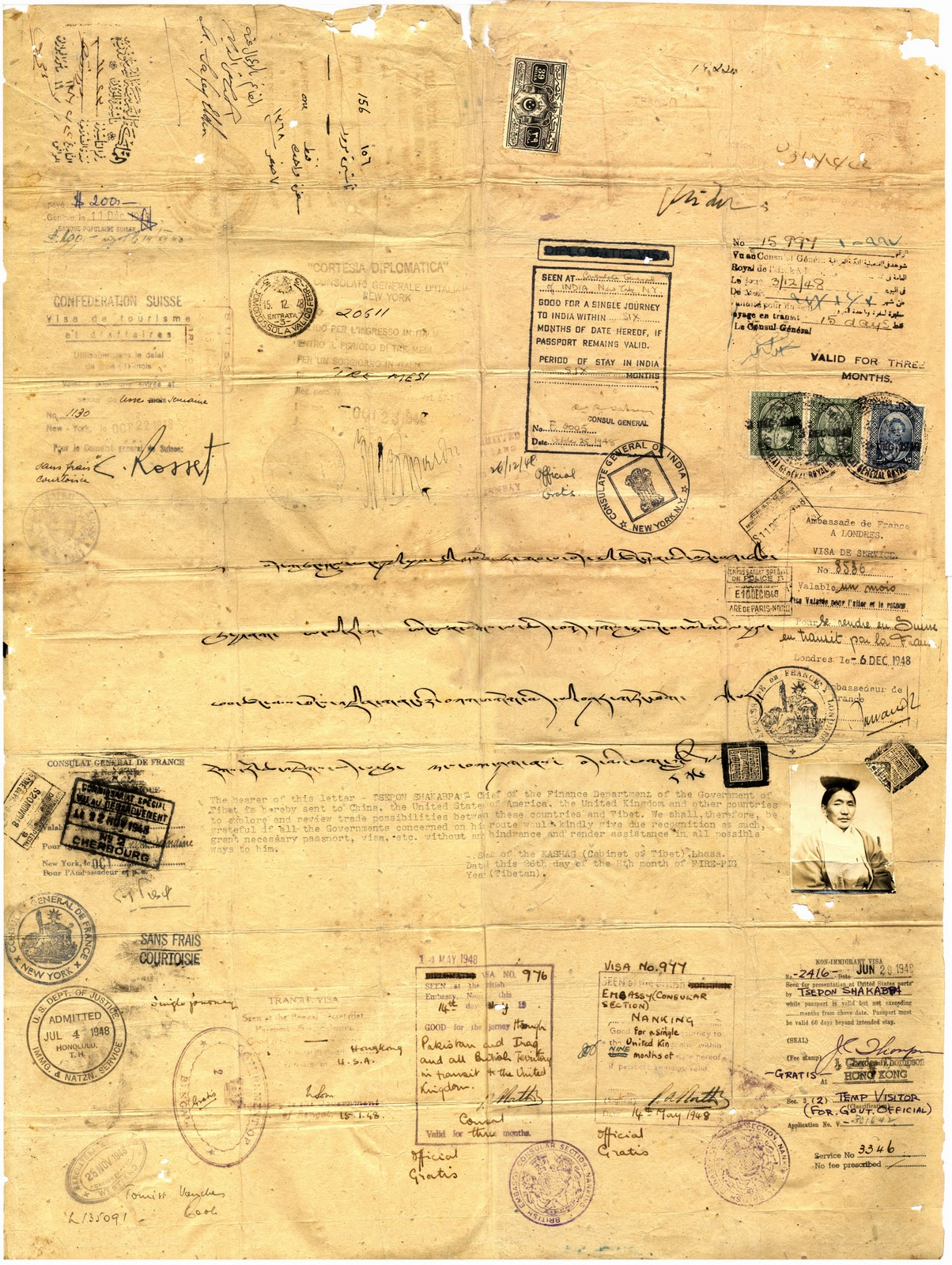
Un passaporto tibetano del 1949

Il sistema istituzionale tibetano, che era di tipo monarchico, permetteva continuità di direttive e fu attuato per evitare le frequenti controversie tra le sette e che il potere fosse esercitato da pochi soggetti. L'originalità si basava sull'apparizione di un bambino, estraneo agli intrighi di corte, educato con severità esclusivamente per ricoprire, al compimento della maggiore età, il suo altissimo ruolo. L'unico inconveniente era la necessaria reggenza, a volte affidata a personaggi non all'altezza del compito.
Dopo il Dalai Lama e il Reggente (Bod Gyalpo), l'ordinamento prevedeva un organo deliberativo, l'Assemblea (Tshogs du), con poteri essenzialmente di discussione e consultivi, non vincolanti: era composta dagli abati dei più importanti monasteri e da alcuni abbienti proprietari terrieri laici. Anche il governo era ripartito in due componenti, una concernente gli argomenti religiosi, l'altra per le questioni civili. Il Consiglio dei Grandi Segretari, invece, si occupava dell'ordine clericale e dell'amministrazione dei patrimoni immobiliari dei monasteri. Il Consiglio dei Ministri era costituito da un monaco e da tre laici. Il Kashag sovraintendeva al controllo dell'amministrazione politica e giudiziaria e aveva un compito fondamentale nella ricerca del nuovo Dalai Lama. L'esercito era formato anch'esso da monaci e da laici, i grandi monasteri disponevano di personali milizie. Oltre al Panchen Lama, seconda autorità religiosa del Tibet, era determinante l'Oracolo Nechung, interrogato per le questioni più significative dagli aristocratici e dal governo, residente in un proprio monastero, a Lhasa, nei dintorni di Drepung.